# His Hero Is Gone
His Hero Is Gone va ser un influent grup de crust punk de Memphis. Es va formar el 1995 a partir de membres de Copout, Man With Gun Lives Here, Union of Uranus i FaceDown, i es va dissoldre el 1999 realitzant el seu últim concert a Memphis. His Hero is Gone es va caracteritzar pel so pesat de les guitarres distorsionades i les lletres de caràcter social amb missatges anticonsumistes. Al llarg de la seva carrera va girar pels Estats Units, Europa i Japó.
Després de la dissolució, o simultàniament, els membres de His Hero Is Gone van tocar en grups com Deathreat, Severed Head of State, Call The Police, Dimlaia, Warcry, Union of Uranus, i Todd Burdette, Paul Burdette i Yannick Lorrain van formar, posteriorment, Tragedy.

## Discografia

### Àlbums d'estudi
- Fifteen Counts of Arson LP (1996, Prank)
- Monuments to Thieves LP (1997, Prank)
- The Plot Sickens LP (1998, The Great American Steak Religion)

### EP
- Medicine of Thieves (maqueta, 1995, Partners on Crime)
- The Dead of Night in Eight Movements 7" (1996, Prank)
- Split E.P. 12" amb Union Of Uranus (1998, The Great American Steak Religion)
- Fools Gold 7" (1998, The Great American Steak Religion)